# François-Xavier Fauvelle
François-Xavier Fauvelle, ou François-Xavier Fauvelle-Aymar, né le 29 janvier 1968, est un historien et archéologue français spécialiste de l’Afrique. Il est le premier professeur du Collège de France à détenir une chaire permanente et intégralement consacrée à l'histoire de l'Afrique ancienne.

## Biographie

### Jeunesse et études
Il étudie d'abord la philosophie et obtient un DEA dans cette discipline. Il décide ensuite de reprendre ses études en histoire, obtient un DEA auprès de Jean Boulègue ainsi qu'un master, puis devient docteur en histoire de l’université Paris 1 Panthéon-Sorbonne.

### Travail
Il est désormais directeur de recherche du CNRS au laboratoire TRACES à l’université Toulouse-Jean-Jaurès.
Issu du Centre de recherches africaines de l’université Paris 1 Panthéon-Sorbonne, il a été en poste à l’Institut français d’Afrique du Sud à Johannesbourg de 2005 à 2006 et directeur du Centre français d’études éthiopiennes à Addis-Abeba en Éthiopie de 2006 à 2009.
Initialement spécialiste de l’Afrique du Sud et des pays voisins à la période moderne et contemporaine, il s’est intéressé aux relations entre données historiques et archéologiques pour les périodes plus anciennes, et a entamé en parallèle un déplacement de ses recherches vers l’Éthiopie et l’Afrique de l’Ouest. Son livre Le Rhinocéros d'or publié en 2013 a connu un très grand succès dans la presse et auprès du grand public. Il dirige des recherches archéologiques sur la ville médiévale de Sijilmassa au Maroc.
En novembre 2018, François-Xavier Fauvelle est élu à la tête de la première chaire pérenne consacrée à l’Afrique du Collège de France : chaire d'Histoire et archéologie des mondes africains. Il a notamment dirigé l'écriture d'un vaste ouvrage de synthèse sur l'Afrique ancienne, L’Afrique ancienne de l’Acacus au Zimbabwe, publié dans la collection « Mondes Anciens » des éditions Belin. Il a prononcé sa leçon inaugurale au Collège de France, intitulée « Leçons de l'histoire de l'Afrique », le 3 octobre 2019. Dans ses ouvrages comme dans ses interventions médiatiques, il s'est exprimé avec force contre les représentations stéréotypées de l'histoire de l'Afrique selon lesquelles les sociétés de ce continent seraient demeurées, jusqu'à l'époque coloniale, des sociétés anhistoriques et immuables,,.

## Publications

### Ouvrages
- L'Afrique de Cheikh Anta Diop : histoire et idéologie, Paris, Karthala, 1996.
- Afrocentrismes : l'histoire des Africains entre Égypte et Amérique (dir. avec Jean-Pierre Chrétien et Claude-Hélène Perrot), Paris, Karthala, 2000.
- L'Invention du Hottentot : histoire du regard occidental sur les Khoisan, XVe – XIXe siècle, Paris, Publications de la Sorbonne, 2002.
- Cuisine et société en Afrique : histoire, saveurs, savoir-faire (dir. avec Monique Chastanet et Dominique Juhé-Beaulaton], Paris, Karthala, 2002.
- Le retour des rois : les autorités traditionnelles et l’État dans l’Afrique contemporaine (dir. avec Claude-Hélène Perrot), Paris, Karthala, 2003.
- Henry Francis Fynn, Chaka, roi des Zoulous (édition révisée et annotée par F.-X. Fauvelle-Aymar), Toulouse, Anacharsis, 2004.
- Histoire de l’Afrique du Sud, Paris, Le Seuil, coll. « L’univers historique », 2006 (édition de poche mise à jour, coll. « Points Seuil », 2013).
- La Mémoire aux enchères : l'idéologie afrocentriste à l’assaut de l’histoire, Paris, Verdier, 2009.
- Vols de vaches à Christol Cave : histoire critique d’une image rupestre d’Afrique du Sud, avec François Bon et Jean-Loïc Le Quellec, Paris, Publications de la Sorbonne, 2009.
- Espaces musulmans de la Corne de l’Afrique au Moyen Âge : études d’archéologie et d’histoire (dir. avec Bertrand Hirsch), Paris, De Boccard-CFEE, 2011.
- La Culture Shay d'Éthiopie : archéologie et histoire d’une élite païenne (dir. avec Bertrand Poissonnier), Paris, De Boccard-CFEE, 2012.
- Le Rhinocéros d'or : histoires du Moyen Âge africain, Paris, Alma, 2013 (édition de poche, coll. « Folio Histoire », Gallimard, 2014 ; 2e  éd. revue et augmentée, Tallandier, 2022).
- Les Ruses de l’historien : essais d’Afrique et d’ailleurs en hommage à Jean Boulègue, Paris, Karthala, 2013.
- Convoquer l’histoire : Nelson Mandela : trois discours commentés, Paris, Alma, 2015.
- À la recherche du sauvage idéal, Paris, Le Seuil, 2017, 222 p.,  (ISBN 978-2-0213-7017-1).
- L'Afrique ancienne : de l'Acacus au Zimbabwe. 20 000 ans avant notre ère - XVIIe siècle, Paris, Éditions Belin, coll. « Mondes anciens », octobre 2018, 680 p. (ISBN 978-2-7011-9836-1, présentation en ligne).
- Atlas historique de l’Afrique de la préhistoire à nos jours, dir. François Xavier Fauvelle et Isabelle Surun, cartographie Guillaume Balavoine, Autrement, 2019, « Atlas/Mémoires », 96 p. (ISBN 978-2-7467-5114-9).
- Penser l'histoire de l'Afrique, Paris, Coll. Les grandes voix de la recherche, CNRS éditions, 2022  (ISBN 978-2-271-14262-7).
- Les masques et la mosquée : l'empire du Mâli (XIIIe – XIVe siècle), Paris, CNRS Éditions, coll. « Zéna », 2022, 295 p. (ISBN 978-2-271-14370-9, présentation en ligne).
- L'Afrique et le monde : histoires renouées (dir. François Xavier Fauvelle et Anne Lafont), La Découverte, 2022.
- Malfante L'Africain: Relectures de la Lettre du Touat (1447), Livre de Benoît Grévin, François-Xavier Fauvelle et Ingrid Houssaye Michienzi (2023), 203 p. (ISBN 978-2-503-60266-0).

### Articles
- Clémentine Gutron, Kahina Mazari, Meriem Sebaï et Ahmed Skounti, « Les savoirs archéologiques au Maghreb », Perspective, no 2,‎ 2017, p. 15-29 (DOI 10.4000/perspective.7422, lire en ligne, consulté le 31 janvier 2022).

## Distinctions
- Médaillé de bronze du CNRS en 2007[12], il a reçu le Grand prix des Rendez-vous de l'histoire pour Le Rhinocéros d'or[13].
- François-Xavier Fauvelle est élu professeur au collège de France en 2018.